# Список индейских резерваций Южной Дакоты
Это — список 11 индейских резерваций американского штата Южная Дакота. 3 из них, Шайенн-Ривер, Пайн-Ридж и Стэндинг-Рок, входят в десятку крупнейших по площади резерваций Соединённых Штатов. Индейские народы, проживающие на территории штата, относятся к алгонкинской (шайенны и оджибве) и сиуанской (оглала, брюле, хункпапа, миннеконжу, итазипчо, оохенунпа, сихасапа, янктоны, янктонаи, мдевакантоны, вахпекуте, вахпетоны, сиссетоны) языковым семьям.

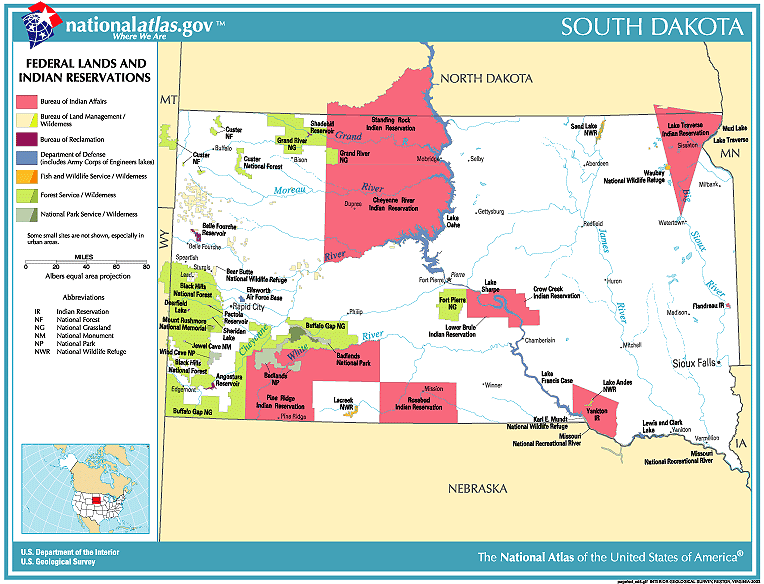
Карта индейских резерваций Южной Дакоты

## Резервации
| Название       | Год образования | Этнос                                                     | Численность населения (2020) | Площадь (км²) | Округа                                  |
| -------------- | --------------- | --------------------------------------------------------- | ---------------------------- | ------------- | --------------------------------------- |
| Кроу-Крик      | 1863            | мдевакантоны, нижние янктонаи                             | 2054                         | 1194,915      | Баффало, Хайд, Хьюс                     |
| Лейк-Траверс   | 1867            | сиссетоны, вахпетоны                                      | 11043                        | 3907,473      | Робертс, Маршалл, Дей, Грант, Кодингтон |
| Лоуэр-Брул     | 1889            | нижние брюле                                              | 1630                         | 1008,953      | Лаймен, Стэнли                          |
| Нортерн-Шайенн | 1884            | северные шайенны                                          | 4456                         | 1831,983      | Мид                                     |
| Пайн-Ридж      | 1889            | оглала                                                    | 18850                        | 11275,037     | Оглала-Лакота, Джэксон, Беннетт         |
| Роузбад        | 1889            | верхние брюле                                             | 10570                        | 5116,494      | Тодд, Миллитт, Трипп, Лаймен, Грегори   |
| Стэндинг-Рок   | 1889            | нижние янктонаи, верхние янктонаи, сихасапа, хункпапа     | 7819                         | 9486,077      | Корсон, Дьюи, Зибах                     |
| Тёртл-Маунтин  | 1882            | равнинные оджибве                                         | 7619                         | 614,786       | Перкинс                                 |
| Фландру        | 1934            | мдевакантоны, вахпекуте                                   | 415                          | 9,059         | Муди                                    |
| Шайенн-Ривер   | 1889            | миннеконжу, итазипчо, сихасапа, оохенунпа, юты Уайт-Ривер | 7639                         | 11445,303     | Дьюи, Зибах, Стэнли, Мид, Хокон         |
| Янктон         | 1858            | янктоны                                                   | 6588                         | 1772,933      | Чарльз-Микс                             |